# Rónai András (geográfus)
Rónai András (Nagyszeben, 1906. június 13. – 1991. augusztus 13.) földrajztudós, geológus.

## Életpályája
Az alsó osztályokat Nagyszebenben, a gimnáziumot Kolozsváron végezte el 1924-ben. Orvosi pályára készült, de a gimnázium elvégzése után Budapestre költözött. Anyagi helyzete miatt a Pázmány Péter Tudományegyetem Orvosi Karáról átiratkozott a József Nádor Műszaki és Gazdaságtudományi Egyetemre. Teleki Pál révén állást kapott az Államtudományi Intézetben. A diploma megszerzése után a Térképszerkesztő Osztály vezetője lett. 1935-ben doktorált. A szlovák-magyar tárgyalások térképészeti háttéranyagának előkészítésében szakértőként vett részt. A határ pontos kijelölésében is aktívan közreműködött. 1939-ben Teleki Pál miniszterelnöki kinevezése után, átvette az intézet vezetését. 1940-ben nyilvános rendes egyetemi tanári kinevezést kapott a József Nádor Műszaki és Gazdaságtudományi Egyetem Közgazdaságtudományi Karán. Észak-Erdély visszacsatolása után Kolozsvárra kapott hasonló kinevezést a Ferenc József Tudományegyetemre. 1944-ben az Államtudományi Intézetet Balatonfüredre telepítették. A párizsi békeszerződést előkészítő tárgyalásokon való részvételére nem került sor.
A II. világháborút követő rendszer átformálta életét. 1945-ben még visszatért az egyetemre, de 1949-ben már nyugállományba helyezték, nyugellátás nélkül. Rövid – a Magyar Nemzeti Múzeumban, az Országos Széchényi Könyvtárban és az Építésügyi Minisztérium Területfejlesztési Intézetében való – kitérők után 1950. februárjában állást kapott a Magyar Állami Földtani Intézetben. Ezzel elindult azon az úton, melyen a hidrogeológia és a negyedidőszaki földtan legjelesebbjei közé emelkedett. 1950–1954 között a térképszerkesztő osztály vezetője volt, 1950–1955 között részt vett az Alföld vízföldtani térképezésében, majd 1954-től nyugdíjba vonulásáig (1986) a Síkvidéki Kutató Osztály vezetője lett. 1975-től a földtudományok doktora fokozatot nyert.

## Elismerései
- 1955 – Bogdánfy Ödön-emlékérem (Magyar Hidrológiai Társaság)
- 1957, 1964 – Földtani Kutatás Kiváló Dolgozója (kétszer)
- 1965 – Munka Érdemrend ezüst fokozata
- 1969 – Koch Antal-emlékérem (Magyarhoni Földtani Társulat)
- 1971 – Vásárhelyi Pál-díj (Magyar Hidrológiai Társaság)
- 1975 – MFT-emlékgyűrű
- 1975 – A földtudomány doktora (MTA)
- 1978 – Tiszteleti tag (Magyarhoni Földtani Társulat és Magyar Hidrológiai Társaság)
- 1982 – Lóczy Lajos-emlékérem
- 1986 – Szabó József-emlékérem (Magyarhoni Földtani Társulat)
- 1986 – Munka Érdemrend arany fokozata
- 1991 – A Magyar Köztársaság Zászlórendje

## Művei
- 1938 A dunai megegyezés lehetőségei. Apollo VII.
- 1989 Térképezett történelem. Budapest.